# Memorial de Odivelas

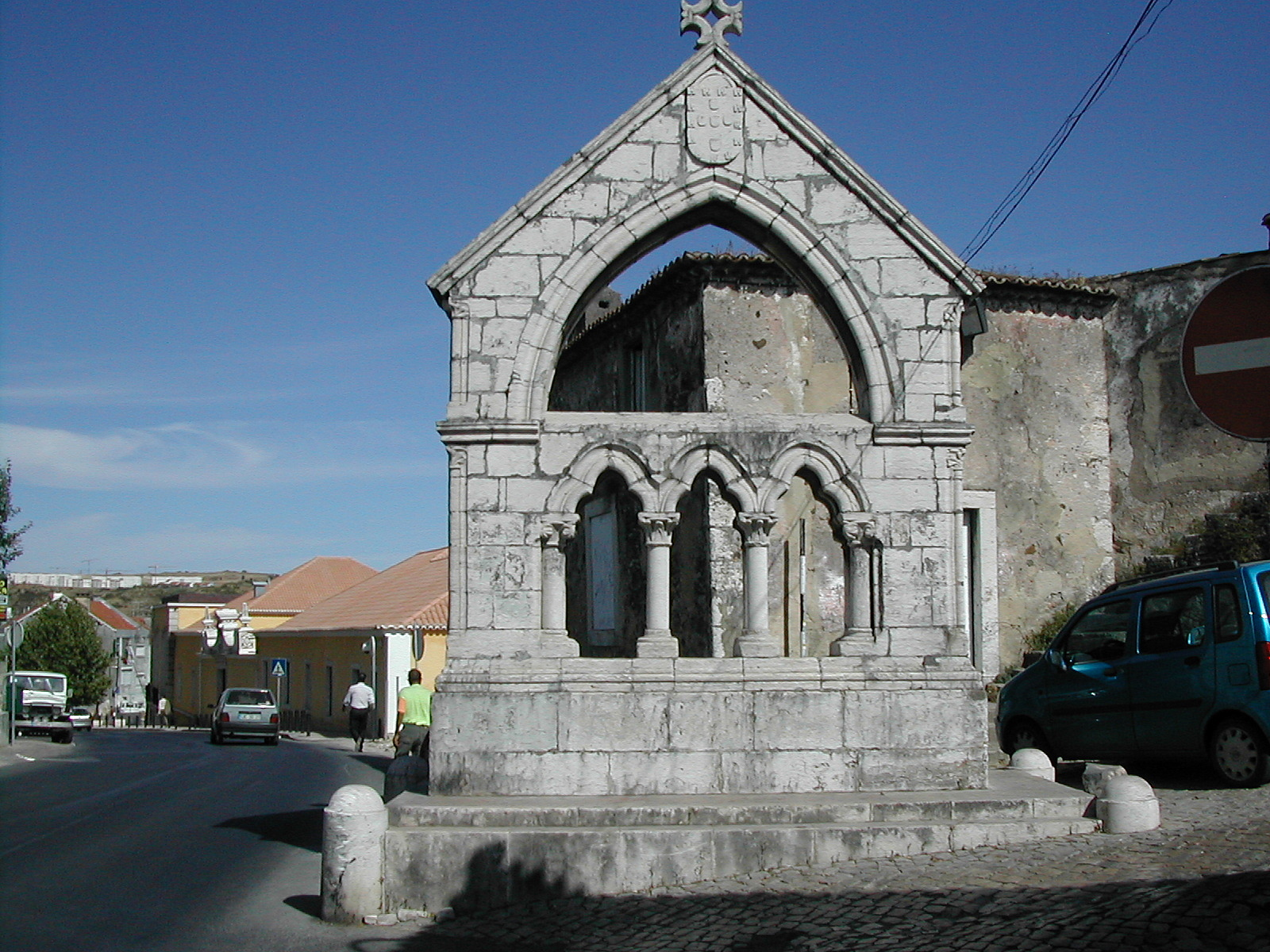
Der Memorial de Odivelas

Der Memorial de Odivelas ist ein gotischer Marmorbogen im Zentrum der portugiesischen Kreisstadt Odivelas.
Er wurde vermutlich im 14. Jahrhundert errichtet und liegt heute in unmittelbarer Nachbarschaft zur Quinta da Memória, dem Sitz der Câmara Municipal. Seine Bedeutung ist unklar. Mário Guedes Real zufolge markiert er die Grenze der Gerichtsbarkeit des Klosters Odivelas. Er könnte aber auch anlässlich der Überführung des Leichnams von König Dionysius (Dom Dinis), der im Kloster von Odivelas beigesetzt wurde, errichtet worden sein.
Der Bogen wurde am 16. Juni 1910 zum Monumento Nacional erklärt. Er findet sich auch im Wappen der Stadt Odivelas wieder.